# Uberto Decembrio
Uberto Decembrio (Ubertus Decembrius) (Vigevano, 1350 - Treviglio, 7 de abril de 1427), foi humanista, tradutor, político, orador, hebraísta e filósofo italiano; traduziu a República de Platão, era amigo do erudito grego Manuel Crisoloras e Coluccio Salutati e foi autor de inúmeras orações, tratados e diálogos morais.

## Biografia
Nascido na cidade italiana de Vigevano, Uberto Decembrio se casou com Caterina Marazzi, filha de um famoso médico chamado Maracio e deste casamento teve quatro filhos: Modesto, Pier Candido, Paolo Valério e Angelo Camillo.  Tornou-se secretário de Giovanni Maria Visconti, duque de Milão, a quem dedicou várias obras, e de Pietro di Candia (em 1404), futuro antipapa Alexandre V, natural da ilha de Creta.

## Sua época
Durante o período como secretário dos Visconti, Uberto Decembrio ficou ativo na corte do imperador em Praga, a serviço do Duque de Milão, que conseguiu este título com apoio do Imperador Venceslau de Luxemburgo (1361-1419).
Em 1402 Giangaleazzo morre: Crisoloras deixa Pávia devido às mudanças políticas que ocorreram em Milão.  Em maio de 1411, o condottiero Facino Cane prende Uberto Decembrio, secretário do duque Giovanni Maria Visconti.  A família de Uberto foge para Gênova e recebe ajuda da Família Doria.  Facino Cane passa a ter controle sobre o ducado de Milão.  Em outubro de 1418, o novo papa Martinho V, eleito durante o Concílio de Constança, visita Milão em sua viagem de Constança a Roma.  Uberto Decembrio se destaca como brilhante orador.
Dentre as obras que sobreviveram a ele se incluem cartas, tratados filosóficos e matérias civis.  Pier Candido Decembrio (1392-1477), também humanista, era seu filho mais velho, e herdou do pai os cargos que este exerceu, porém, viveu de 1466 a 1474 em Ferrara, onde se tornou secretário de Borso d'Este (1413-1471).  Traduziu Apianus, Homero (partes da Ilíada) e Plutarco do grego e escreveu biografias de príncipes italianos.  Angelo Decembrio (1415-1466), seu filho mais jovem, estudou com Gasparino da Barzizza (1360-1431) e Guarino da Verona, subsequentemente trabalhou em Ferrara, Nápoles, e Espanha; dentre suas obras podemos citar Politia litteraria, um relato sobre o círculo de Guarino da Verona em Ferrara.